# Florence (Dakota del Sud)
Florence è un centro abitato (town) degli Stati Uniti d'America, situato nella Contea di Codington nello Stato del Dakota del Sud. La popolazione era di 374 persone al censimento del 2010. Fa parte dell'area micropolitana di Watertown.
Florence prende il nome da una conoscente di un impiegato delle ferrovie.

## Geografia fisica
Florence è situata a 45°03′14″N 97°19′34″W (45.053952, -97.326023).
Secondo lo United States Census Bureau, ha un'area totale di 0,69 miglia quadrate (1,79 km²).

## Società

### Evoluzione demografica
Secondo il censimento del 2010, c'erano 374 persone.

### Etnie e minoranze straniere
Secondo il censimento del 2010, la composizione etnica della città era formata dal 97,1% di bianchi, l'1,9% di nativi americani, e l'1,1% di due o più etnie.